# Associação Desportiva Pontassolense
A Associação Desportiva Pontassolense é um clube de futebol português, sediado na vila da Ponta do Sol, na Região Autónoma da Madeira.

## História
O clube foi fundado a 27 de janeiro de 1979, mas apenas em 1981 é que as competições oficiais começaram.
Longe vão as dificuldades dos primeiros anos, onde o clube usava como sua casa, o Estádio da Ribeira Brava, situado no concelho vizinho, fazendo apenas um treino semanal nesse estádio, sendo que os restantes eram feitos na marginal da vila da Ponta do Sol.
Passadas estas dificuldades iniciais, o clube já instalado no Campo Municipal da Ponta do Sol, situado na freguesia dos Canhas, cresceu e firmou o seu nome no panorama desportivo madeirense, tendo na época de 1998/99 ganho a Primeira Divisão Regional da AF Madeira, sendo que entrou consequentemente nos Nacionais. Em 2001/2002 consegue o 2ª lugar na III Divisão Série E e ascende à extinta II Divisão B.
Na época 2006/07 o clube - que havia alinhado na II Divisão - Série B na época passada - surpreendeu tendo estado sem perder durante largas jornadas e comandado a sua divisão durante largas jornadas. No entanto, o clube quebrou um pouco no fim e acabou por alcançar um meritório 2º lugar.
Na época 2011/12 o clube fez o pleno vencendo a taça da madeira e a III Divisão Série Madeira.
Iniciando a nova época de 2012/13 por razões económicas o clube prescindiu da subida á II Divisão B, Indo assim competir na AF Madeira Divisão Honra .
Na época 2013/14 o clube sagra-se campeão da AF Madeira Divisão Honra.
Na época 2014/15 volta e vencer a taça da madeira sendo esta a sua segunda taça, 2011/12 e 2014/15 respetivamente.
Nesta época de 2015/16 o clube encontra-se em 3º classificado na 13º jornada da AF Madeira Divisão Honra.
Clube mais representativo do concelho da Ponta do Sol, para além do Futebol, promove a prática do Futsal - tem uma equipa presente na I Divisão Regional da modalidade - assim como o Badminton. O atual presidente é Orlando Sousa.

## Histórico
|                   | Nº Presenças   | Títulos |
| ----------------- | -------------- | ------- |
| Temporadas na 1ª  | 0              |         |
| Temporadas na 2ª  | 0              |         |
| Temporadas na 2ªB | 7 (a decorrer) |         |
| Temporadas na 3ª  | 3              |         |
| Taça de Portugal  | -              |         |
| Taça da Liga      | 0              |         |

## Palmarés
- III Divisão Regional da Associação de Futebol da Madeira[4]
  - Campeão em - 1987/1988
- I Divisão Regional da Associação de Futebol da Madeira
  - Campeão em 1998/1999
- III Divisão Nacional
  - 3 participações
    - Melhor classificação - 2º lugar em 2001/2002
- II Divisão Nacional
  - 6 participações
    - Melhor classificação - 2º lugar em 2006/2007

## Marca do equipamento
A fornecedora de equipamento da Pontassolense é a DK para a época 2024/2025.

## Patrocínio
Irmãos Leça Freitas